# Thomas Strauß
Thomas Strauß (15 de diciembre de 1953) es un deportista alemán que compitió para la RFA en remo. Participó en los Juegos Olímpicos de Montreal 1976, obteniendo una medalla de bronce en la prueba de dos sin timonel.

## Palmarés internacional
| Juegos Olímpicos | Juegos Olímpicos  | Juegos Olímpicos  | Juegos Olímpicos |
| Año              | Lugar             | Medalla           | Prueba           |
| ---------------- | ----------------- | ----------------- | ---------------- |
| 1976             | Montreal (Canadá) | Medalla de bronce | Dos sin timonel  |